# Mýliach
Mýliach (ucraniano: Ми́ляч) es un municipio rural y pueblo de Ucrania, perteneciente al raión de Sarny en la óblast de Rivne.
En 2018, el municipio tenía una población de 6319 habitantes, de los cuales unos mil vivían en la capital municipal homónima y el resto repartidos en ocho pedanías. El municipio se fundó en 2015 mediante la fusión de los hasta entonces consejos rurales de Mýliach, Zhaden, Perebrody y Údrytsk. Además de estos cuatro pueblos, el municipio incluye otros cinco: Bile, Budymlia, Luhové, Smorodsk y Jochyn.
En el Imperio ruso, el pueblo formaba parte de la vólost de Vysotsk, en el uyezd de Rivne de la gobernación de Volinia. En 1991, el pueblo fue incluido en la zona de reasentamiento voluntario garantizado, tras haber sido afectado por la radiación del accidente de Chernóbil. Antes de la formación del actual municipio en 2015, Mýliach era sede de un consejo rural en el raión de Dubróvytsia, que únicamente incluía como pedanías a Bile y Luhové.
El pueblo se ubica unos 20 km al noreste de Dubróvytsia.